# (2843) Yeti
(2843) Yeti ist ein Asteroid des Hauptgürtels, der am 7. Dezember 1975 vom Schweizer Astronomen Paul Wild, vom Observatorium Zimmerwald der Universität Bern aus, entdeckt wurde.
Der Asteroid ist nach dem Yeti, dem Fabelwesen aus dem Himalaja, benannt.